# Aries Merritt
Aries Merritt (Chicago, Illinois, 24 de julio de 1985) es un atleta estadounidense especialista en carreras de vallas. Ostenta el récord del mundo de los 110 metros vallas con un tiempo de 12,80 segundos, conseguido en Bruselas el 7 de septiembre de 2012. En los Juegos Olímpicos de Londres 2012 ganó la medalla de oro en los 110 metros vallas.

## Trayectoria deportiva

### Primeros años
Nació en Chicago, Illinois, a los pocos años cambió su residencia por Marietta (Georgia), estudió en el Joseph Wheeler High School y fue compañero del atleta Reggie Witherspoon. Merritt compitió para la Universidad de Tennessee entre 2003 y 2006, consiguiendo grandes resultados y siendo elegido siete veces All-America.
Ganó la medalla de oro en los 110 metros vallas del Campeonato Mundial Junior de Atletismo de 2004 y terminó sexto en el IAAF World Athletics Final de 2006. Acabó la temporada universitaria de 2006 invicto en todos los eventos de vallas que se celebraron, batiendo el récord de la Universidad de Tennessee en los 110 metros vallas, récord que poseía el atleta Willie Gault con 13,29 segundos. Merritt ganó los 110 metros vallas de los NCAA Championships de 2006 con un tiempo de 13,21 segundos, consiguiendo el segundo mejor tiempo de toda la historia en unos campeonatos universitarios, por detrás de Renaldo Nehemiah que consiguió 13,00 segundos en 1979.
Llegó a la final de la IAAF World Athletics Final de 2008, terminando en cuarta posición. Merritt es el primer atleta de vallas en ganar el oro en el US Indoor Championship, el Campeonato Mundial de Atletismo en Pista Cubierta, los US Olympic Trials y los Juegos Olímpicos durante el mismo año.

### Profesional

#### 2011
Merritt se clasificó para la final de los 110 metros vallas del Campeonato Mundial de Atletismo de 2011, terminando en sexta posición con un tiempo de 13,67 segundos. Posteriormente, descalificaron al atleta Dayron Robles, y Merrit ocupó la quinta posición.
El mejor tiempo que consiguió durante la temporada en los 110 metros vallas fue de 13,12 segundos, conseguido en dos ocasiones, en Oslo el 9 de junio de 2011 y en Eugene (Oregón) el 25 de junio de 2011.

#### 2012
Empezó el año con un cambio importante, acortó la carrera hasta la primera valla, de ocho a siete pasos. En una entrevista declaró que era un cambio arriesgado pero que tenía que hacer si quería competir contra los mejores atletas de carreras de vallas.
El cambio de Merritt tuvo un gran éxito a principios de temporada en pista cubierta, ganó la medalla de oro en los 60 metros vallas del Campeonato Mundial de Atletismo en Pista Cubierta de 2012 en Estambul con un tiempo de 7,44 segundos, derrotando a Liu Xiang y Pascal Martinot-Lagarde.

### Juegos Olímpicos

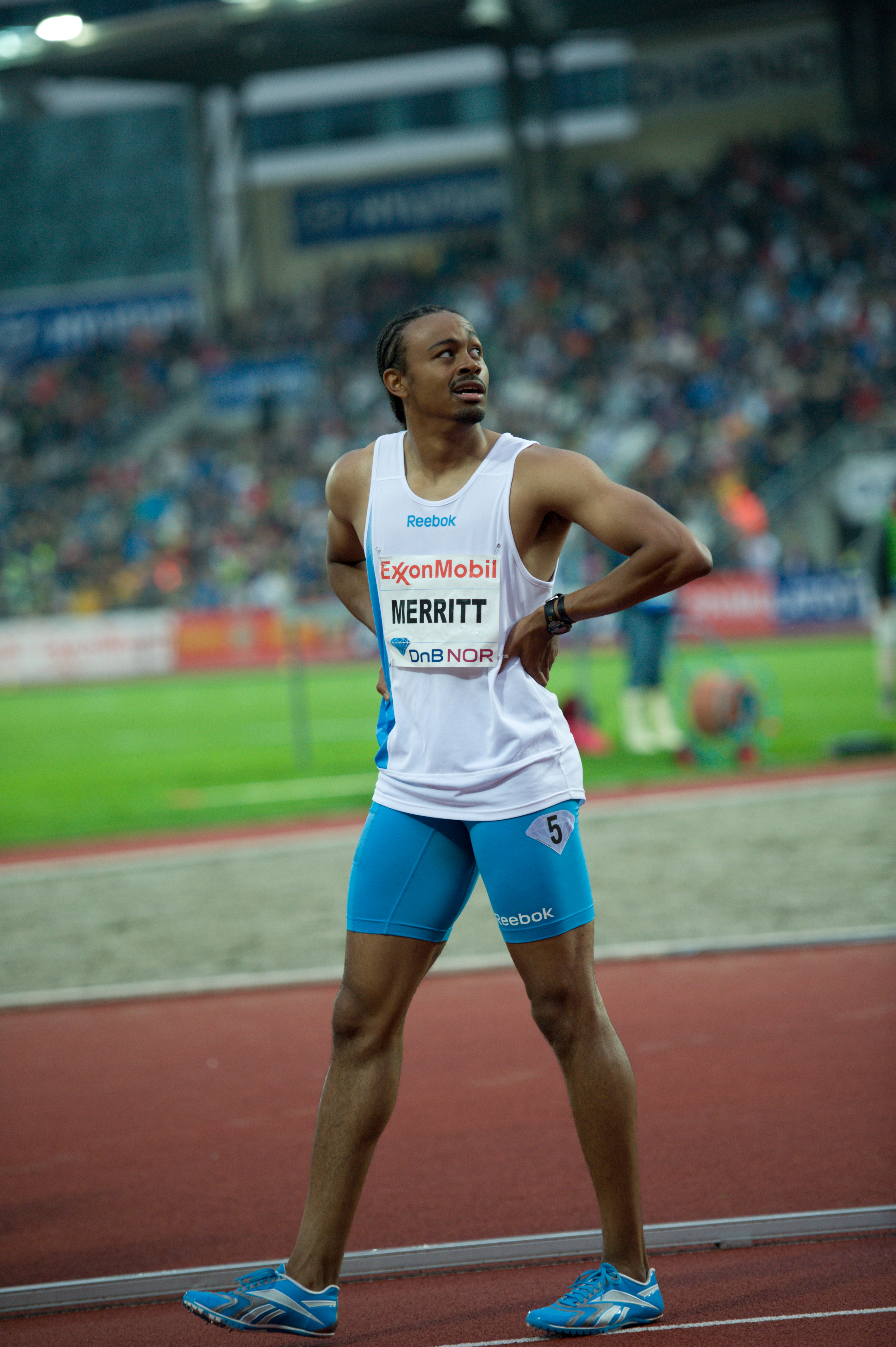
Aries Merritt en 2011.

En los Olympic trials de Oregon, Merritt ganó la final de los 110 metros vallas con 12,93 segundos, consiguiendo el mejor tiempo mundial de la temporada en la distancia y obteniendo por primera vez una plaza para el equipo olímpico. Posteriormente, igualó el tiempo en dos ocasiones en la Liga de Diamante, en los eventos de Londres y de Mónaco, ganando ambas carreras.
En los Juegos Olímpicos de Londres 2012, empezó consiguiendo el mejor tiempo de clasificación en las eliminatorias con 13,07 segundos. En las semifinales, siguió dominando con 12,94 segundos. En la final, Dayron Robles y Merritt hicieran la salida más rápida, en la tercera valla, Merritt sacó una ligera ventaja y finalmente cruzó en primera posición con 12,92 segundos, ganando la medalla de oro, llegando por delante de Jason Richardson (13,04) y Hansle Parchment (13,12).

### Récord del mundo
El 7 de septiembre de 2012, en el Memorial Van Damme, el último evento de la Liga de Diamante celebrado en Bruselas, Bélgica. Merritt corrió en 12,80 segundos los 110 metros vallas, batiendo el récord del mundo que poseía Dayron Robles con 12,87 desde 2008.
En la siguiente tabla aparecen los tiempos que consiguió en 110 metros vallas antes de batir el récord:
| Evento                           | Lugar                   | Fecha                | Tiempo     |
| -------------------------------- | ----------------------- | -------------------- | ---------- |
| 2012 U.S. Olympic Trials (final) | 30 de junio de 2012     | Eugene (Oregón)      | 12,93      |
| Aviva London Grand Prix          | 13 de julio de 2012     | Londres              | 12,93      |
| Herculis                         | 20 de julio de 2012     | Fontvieille (Mónaco) | 12,93      |
| Juegos Olímpicos de Londres 2012 | 8 de agosto de 2012     | Londres              | 12,92      |
| Aviva Birmingham Grand Prix      | 26 de agosto de 2012    | Birmingham           | 12,95      |
| Internationales Stadionfest      | 2 de septiembre de 2012 | Berlín               | 12,97      |
| Belgacom Memorial Van Damme      | 7 de septiembre de 2012 | Bruselas             | 12,80 (WR) |

- WR - Récord del mundo.

## Marcas personales
Actualizado: 22 de febrero de 2023.

### Al aire libre
| Prueba            | Tiempo (s) | Lugar                      | Fecha                   |
| ----------------- | ---------- | -------------------------- | ----------------------- |
| 200 metros        | 12.80      | Tucson (Estados Unidos)    | 5 de marzo de 2005      |
| 110 metros vallas | 12,80      | Bruselas (Bélgica)         | 7 de septiembre de 2012 |
| 400 metros vallas | 51,94      | Knoxville (Estados Unidos) | 9 de abril de 2004      |
| 4x100 m relevos   | 38,42      | Londres (Reino Unido)      | 26 de julio de 2008     |
| 4x200 m relevos   | 1:21,75    | Knoxville (Estados Unidos) | 15 de abril de 2004     |

### En interior
| Prueba           | Tiempo (s) | Lugar                        | Fecha                 |
| ---------------- | ---------- | ---------------------------- | --------------------- |
| 200 metros       | 21,46      | Bloomington (Estados Unidos) | 7 de enero de 2006    |
| 50 metros vallas | 6,54       | Nueva York (Estados Unidos)  | 28 de enero de 2012   |
| 55 metros vallas | 7,02       | Nueva York (Estados Unidos)  | 11 de febrero de 2012 |
| 60 metros vallas | 7,43       | Albuquerque (Estados Unidos) | 26 de febrero de 2012 |

## Palmarés
| Año  | Competición                                       | Lugar                 | Posición | Distancia         | Tiempo |
| ---- | ------------------------------------------------- | --------------------- | -------- | ----------------- | ------ |
| 2004 | Campeonato Mundial Junior de Atletismo            | Grosseto (Italia)     | 1.º      | 110 metros vallas | 13,56  |
| 2009 | Campeonato Mundial de Atletismo                   | Berlín (Alemania)     | 27.º     | 110 metros vallas | 13,70  |
| 2011 | Campeonato Mundial de Atletismo                   | Daegu (Corea del Sur) | 5.º      | 110 metros vallas | 13,67  |
| 2012 | Campeonato Mundial de Atletismo en Pista Cubierta | Estambul (Turquía)    | 1.º      | 60 metros vallas  | 7,44   |
| 2012 | Juegos Olímpicos                                  | Londres (Reino Unido) | 1.º      | 110 metros vallas | 12,92  |
| 2013 | Campeonato Mundial de Atletismo                   | Moscú (Rusia)         | 6.º      | 110 metros vallas | 13,31  |